# شالی‌کوبی
شالی‌کوبی یا برنجکوبی (آبدَنگ) فرآیندی است که در آن شلتوک به برنج کامل تبدیل و در کنار آن برنج نیم دانه، سبوس نرم و سبوس درشت نیز به دست می‌آید. در ادامه این فرایند برنج سالم، به کمک دستگاه سورتینگ، مرتب و بسته‌بندی شده و برای مصرف خوراکی فروخته می‌شود. محصولات جانبی شالی‌کوبی مانند سبوس برای مصرف خوراکی و تهیه آرد برنج و همچنین خوراک دام استفاده می‌شوند.

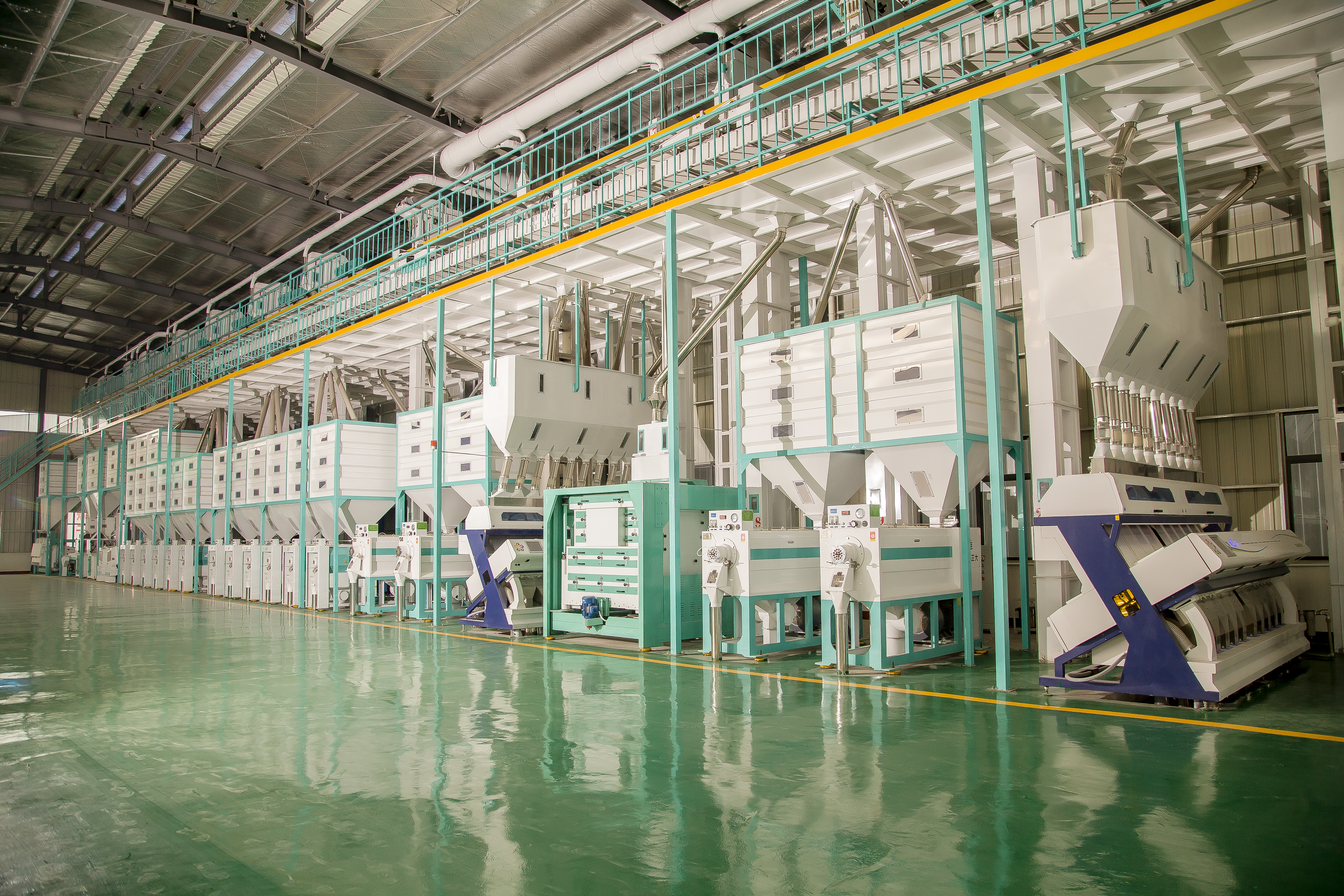
خط شالی‌کوبی مدرن

### شالیکوبی در ایران
در بازار ایران به‌طور معمول از دستگاه‌های سنتی شالی‌کوبی استفاده می‌کنند که راندمان پایینی دارند. اما در سال‌های اخیر، استفاده از خط مدرن شالیکوبی به دلیل افزایش کیفیت نهایی و سرعت تبدیل شلتوک، رشد چشمگیری داشته است.
در سال ۱۳۹۰ تعداد ۱۰۶۶ واحد شالیکوبی در ایران فعال بوده است.

### فرایند شالی‌کوبی مدرن
فرایند کارخانه‌ای شالی‌کوبی با دمیدن هوای گرم به حوضچه‌های محل نگهداری شلتوک آغاز می‌شود و شلتوک‌ها پس از دوره‌ای معین و خشک شدن غربال شده و در این غربال کاه و کلش جداسازی می‌شود سپس به دستگاه سفید کن منتقل می‌شوند. پوسته شلتوک که فل نامیده می‌شود از آن جدا می‌شود و برنج به قسمت سفید کن دو برای جداسازی باقی شلتوک‌ها منتقل می‌شود و در انتها در قسمت الک زنی برنج‌های به صورت شکسته یا کامل دسته‌بندی شده و بسته‌بندی می‌شوند.